# 清都亞理沙
清都亞理沙（日语：清都 ありさ，1989年11月7日—），日本女性配音員。出身於兵庫縣。

## 人物簡介
Across Entertainment所屬。綜合學園Human學院畢業。興趣、特長：小號吹奏、遊泳、做燒賣和餃子。

## 演出作品
※粗體字表示說明飾演的主要角色。

### 電視動畫
2012年
- 超速變形螺旋傑特（2012年－2013年，美輪沙斗理[3]、事故郎）

2013年
- 黑色嘉年華（加奈、女僕、小孩）
- 銀之匙 Silver Spoon（末廣實鄉）

2014年
- 刀劍神域II（合成聲音）
- 魔法少女大戰（女高中生C）
- 遊☆戲☆王ARC-V（光津真澄）

2015年
- Go！Princess 光之美少女（瀨川瞳）
- 記錄的地平線2（步美、魔導技師）

2016年
- JELLY JAMM（麗塔）
- 少年女僕（音樂節目主持人）
- 神聖之門（凱[4]）
- 夏目友人帳 伍（黑崎奈奈子）
- 重裝武器（清潔服務人員）
- 學園帥哥（店員、廣播、貓、小孩2）

2017年
- 猜謎王（遊戲廣播）
- DYNAMIC CHORD（日语：DYNAMIC CHORD）（電視主持人）
- TSUKIPRO THE ANIMATION（日语：ツキノ芸能プロダクション）（節目助理）

2018年
- 魔法使的新娘（蓮南茜、妖怪）
- 怪獸娘 ～奧特怪獸擬人化計劃～（諾伊茲拉[5]）
- DEVILSLINE 惡魔戰線（女學生、天氣預報大姊姊）
- 鬼燈的冷徹（女鬼、兔）
- ONE PIECE（莫霍克君）
- 軒轅劍·蒼之曜（殷寧的母親）
- 刃牙 (第2作)（護士）
- 妖怪手錶 影之章（雪拉）

2019年
- 不吉波普不笑（草津秋子）
- 煙草（律[6]）

2020年
- 哆啦A夢 (水田山葵版)（兒童）
- 昨日之歌（教師）
- 小妖怪（廣志的妹妹、老師）

2021年
- 憂國的莫里亞蒂（少年）
- 瓦尼塔斯的手札（2021年－2022年，諾克斯、吉爾）2系列[注 1]
- 急戰5秒殊死鬥（女性朋友）
- 群馬寶寶（弗蘭索瓦茲[7]、宇宙弗蘭索瓦茲）

2022年
- 國王排名（保姆）
- SPY×FAMILY間諜家家酒（肯恩）

2023年
- 葬送的芙莉蓮（修塔爾克〈幼少期〉）

2024年
- BLEACH 千年血戰篇-相剋譚-（涅里耶爾·圖·歐戴爾修凡克）

### 電影動畫
2016年
- 劇場版 遊☆戲☆王：次元的黑暗面（月光月子）

2017年
- 光之美少女 Dream Stars!（瀨川瞳）

2018年
- 妖怪手錶：永遠的朋友

### 遊戲
2013年
- 超速變形螺旋傑特 阿魯巴羅斯之翼（事故郎）

2014年
- 幻獸姬（莉媞亞、神近奈緒）
- 青春公主/SCHOOL PRINCESS（日语：青春姫 SCHOOL PRINCESS）（田中美緒[8]）
- 魔法少女大戰 Lock on！（路易）
- 魔法少女大戰 ZANBATSU（阪本玉江[9]）

2015年
- 企業☆女孩（艾莎·韋恩、卡里斯·梅、如月美琴、阿修泰娜·羅德）
- 探索大冒險！（由紀加[10]）
- PROJECT X ZONE 2：BRAVE NEW WORLD（日语：PROJECT X ZONE 2:BRAVE NEW WORLD）（卡羅爾、布倫達、十八、八十八）
- 投擲英雄（蓮娜、瑪利爾、塔皮奧、弗里多）

2016年
- 來組樂隊吧！（日语：バンドやろうぜ!）
- 殺戮幻影（日语：ファントム オブ キル）（福卡斯）
- BraveSword X BlazeSoul（日语：ブレイブソード×ブレイズソウル）（百臂巨人）
- 放學後少女聚落（日语：放課後ガールズトライブ）（赤屋敷索菲婭[11]）
- 遊☆戲☆王 怪獸之決鬥 最強卡片決鬥！（日语：遊☆戯☆王デュエルモンスターズ 最強カードバトル!）（光月子）

2017年
- CARAVAN STORIES（日语：CARAVAN STORIES）（阿蘿媞[12]）

2018年
- 魔物娘☆後宮（日语：モン娘☆は〜れむ）（諾伊茲拉）

2019年
- 怪物彈珠（2019年 － 2023年 貝比亞克〈貝比亞克團〉[13]、康普列可思[14]、蒂蕾希&帕蕾希〈帕蕾希〉[15]、阿瑟那、布萊瑟那）

2020年
- 人中之龍7 光與闇的去向
- 東方LostWord（帕秋莉·諾蕾姬、十六夜咲夜、艾莉絲·馬加特洛伊德、梅蒂欣·梅蘭克莉、露娜·切雲德）

2021年
- 審判之逝：湮滅的記憶（惠子[16]）
- 鬼滅之刃 火之神血風譚（隱C[17]）

### 廣播劇CD
2016年
- 少年王女（日语：少年王女） 廣播劇CD第2卷（妮可拉）
- Trinity Tempo（水川菫[18]）

2017年
- 聽見向陽之聲 -幸福論-（級友）

### 外語配音

#### 電影
- 54激情俱樂部（英语：54 (film)）（馬利歐〈馬利歐·博斯克 飾演〉）※Netflix版。

### 廣播節目
- 由佳、亞理沙、未奈美的M電台!!（日语：由佳・ありさ・未奈美のMラジ!!）（超！A&G+：2014年4月9日－）
- （超！A&G+：2014年7月5日－2016年1月2日）

### 舞台
- 初戀企劃
- 冰淇淋汽水 presents Vol.3“COMEDY”『One Room☆Wonderful』

### 其它
- 富士電視台動畫網站
- 2.5次元電視（日语：2.5次元てれび）（記者候補生）
- 廣播朗讀劇（流由里奈）（2021年，關西電台）
- MOKURI ～Apiacere音樂祭～（2021年，Fyra[19]）

## 音樂作品

### 角色歌曲
| 發行日期 | 標題                                  | 名義                                                                      | 曲名                       | 商業搭配                          |
| 2016年   | 2016年                                | 2016年                                                                    | 2016年                     | 2016年                            |
| -------- | ------------------------------------- | ------------------------------------------------------------------------- | -------------------------- | --------------------------------- |
| 2月20日  | Trinity Tempo 廣播劇CD1 TEAM：BOUQUET | TEAM：BOUQUET                                                             | 「BLOOM UP!!」             | 廣播劇CD《Trinity Tempo》相關歌曲 |
| 2019年   |                                       |                                                                           |                            |                                   |
| 3月20日  | INDETERMINATE UNIVERSE                | 凜（小松未可子）、律（清都亞理沙）、麗奈（鷲見友美Jiena）                 | 「」                       | 電視動畫《煙草》相關歌曲          |
| 8月21日  | 煙草 音樂精選輯專輯                   | 悠由 feat.煙草、凜（小松未可子）、律（清都亞理沙）、麗奈（鷲見友美Jiena） | 「INDETERMINATE UNIVERSE」 | 電視動畫《煙草》片尾主題曲        |
| 8月21日  | 煙草 音樂精選輯專輯                   | 律（清都亞理沙）                                                          | 「INDETERMINATE UNIVERSE」 | 電視動畫《煙草》相關歌曲          |

## 腳註

## 外部連結
- Across Entertainment公式官網的聲優簡介 （页面存档备份，存于） （日語）
- （日語）－清都亞理沙的官方個人部落格。
- 清都亞理沙的X（前Twitter） （日語）
- 清都亞理沙的Instagram帳戶 （日語）
- 清都亞理沙 （页面存档备份，存于） （日語）－Talent Date Bank
- 清都亞理沙 （页面存档备份，存于） （日語）－日本藝人名鑑（日语：日本タレント名鑑）
- （日語）－WEB THE TELEVISION（日语：ザテレビジョン）
- 清都亞理沙 （页面存档备份，存于） （日語）－SEIGURA web
- 清都亞理沙 （页面存档备份，存于） （日語）－oricon
- 清都亞理沙 （页面存档备份，存于） （日語）－allcinema（日语：allcinema）
- Arisa Kiyoto （页面存档备份，存于） （日語）－TMDb